# Nieves Torres
Pour les articles homonymes, voir Torres.
Nieves Torres Serrano, née à Venturada en 1918 et morte à Madrid en 2013, est une militante du Parti communiste d'Espagne (PCE), prisonnière politique de la dictature franquiste pendant plus de 16 ans, notamment à la prison de Ventas de Madrid et à la prison de Saturraran au Pays basque.
Elle est connue comme étant la quatorzième Rose, rescapée des Treize Roses fusillées à Madrid par les nationalistes.

## Biographie
Membre des Jeunesses Socialistes Unifiées (JSU), elle vit à Madrid lors du putsch nationaliste qui déclenche la guerre d'Espagne.
Pendant la guerre, elle anime les maisons de jeunesse de la province de Madrid. À la fin du conflit, elle est dénoncée par un camarade, membre des JSU. Arrêtée le 15 mai 1939, elle est incarcérée à la prison pour femmes de Ventas de Madrid. Elle est condamnée à mort pour être membre des JSU et du Parti communiste, mais sa condamnation est plus tard commuée en trente ans de réclusion.
En mai 1940, elle est transférée à la prison de Durango, où elle retrouve les célèbres Rosario La Dinamitera et Tomasa Cuevas.
Elle est ensuite transférée à la prison centrale de Saturranan, au Pays basque.
Elle sort de prison sous l'Espagne franquiste en 1955.